# Публій Корнелій Сципіон (інтеррекс)
Пу́блій Корне́лій Сци́піон (1 половина IV століття до н. е.) — політичний та військовий діяч ранньої Римської республіки, інтеррекс 398 і 391 років до н. е.

## Життєпис
Походив з патриціанського роду Корнеліїв. Став першим носити когномен «Сципіон», тобто «палиця». 
У 396 році до н. е. був начальником кінноти при диктаторі Марку Фурію Каміллі.
 У 395 та 394 роках до н. е. обіймав посаду військового трибуна з консульською владою. На цій посаді брав участь у війнах з містами Веї, Капени та Фалерії.

У 398 та 391 роках до н. е. Публій Сципіон займав посади інтеррекса, на яку був призначений для обрання вищих магістратів.
Про подальшу долю його відомостей не збереглося.

## Родина
Діти:
- Публій Корнелій Сципіон, начальник кінноти 350 року до н. е.